# كيا سيراتو
}} Kia Forte ، المعروفة باسم K3 في كوريا الجنوبية، و Forte K3 أو Shuma في الصين، و Cerato Vivaro في كولومبيا، هي سيارة صغيرة تنتجها كيا موتورز منذ منتصف عام 2008. حلت محل كيا سيراتو / سبكترا، وهي متوفرة في سيارة كوبيه ذات بابين، سيدان بأربعة أبواب، وخيارات هاتشباك ذات خمسة أبواب. لا يتوفر في أوروبا، حيث يتم تقديم Kia Ceed ذات الحجم المماثل (باستثناء روسيا وأوكرانيا، حيث يتوفر كل من Cee'd و Forte)
في بعض الأسواق، مثل كوستاريكا وأستراليا والبرازيل والشرق الأوسط، يتم تسويق فورتي باسم كيا سيراتو لتحل محل سلفها الذي يحمل نفس الاسم. في كولومبيا وسنغافورة، تم استخدام اسم Cerato Forte للجيل الثاني  بينما قامت Naza Automotive Manufacturing of Malaysia بتجميع السيارة منذ عام 2009، وبيعها هناك تحت اسم Naza Forte .

## الجيل الأول (2009-2013)
يشترك الجيل الأول من Forte في نفس منصة Hyundai Avante / Elantra (HD) ، على الرغم من أنه يستخدم نظام تعليق خلفي لحزمة الالتواء بدلاً من تصميم Elantra متعدد الوصلات.
صرحت كيا أن فورتي صُممت خصيصًا لاستهداف المشترين الأصغر سنا الذين يجتذبون تصاميم السيارات الأكثر حدة.

### كوبيه (كوب)
تم كشف النقاب عن سيارة الكوبيه ذات البابين "Forte Koup" في الأصل كسيارة مفهوم في شكل "Kou Koup" في 20 مارس 2008 في معرض نيويورك الدولي للسيارات. لبس مفهوم نسخة التمرير توربو التوأم 2.0 لتر <i id="mwIQ">ثيتا II</i> المضمنة أربعة المحرك. تم إنتاج علامة Forte Koup باسم "Kia Cerato Koup" في أستراليا وكوستاريكا وروسيا وجنوب إفريقيا. يطلق عليه «كيا شوما» في الصين، و «كيا كوب» في شيلي. 

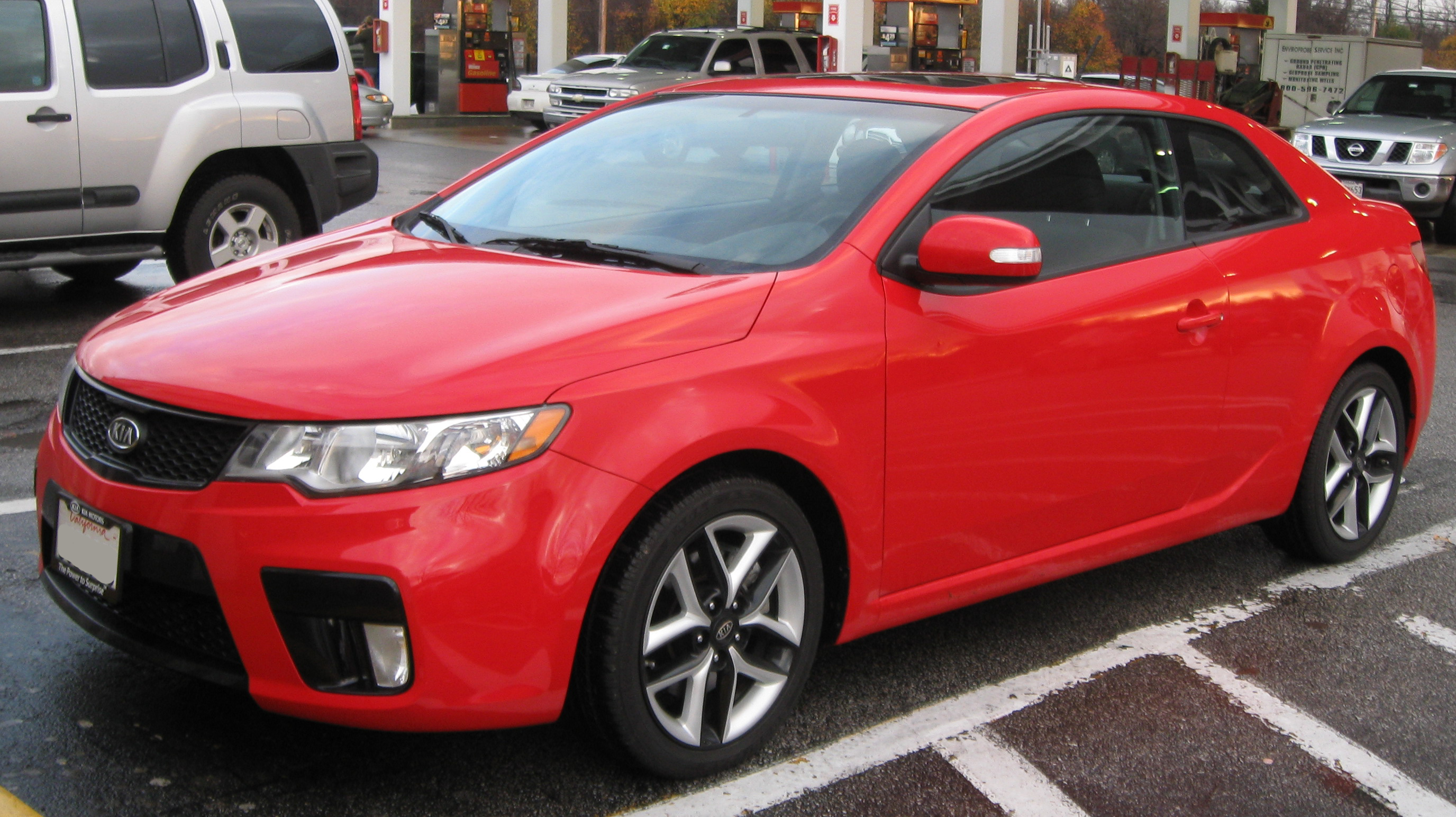
2010 كيا فورتي كوب (الولايات المتحدة)
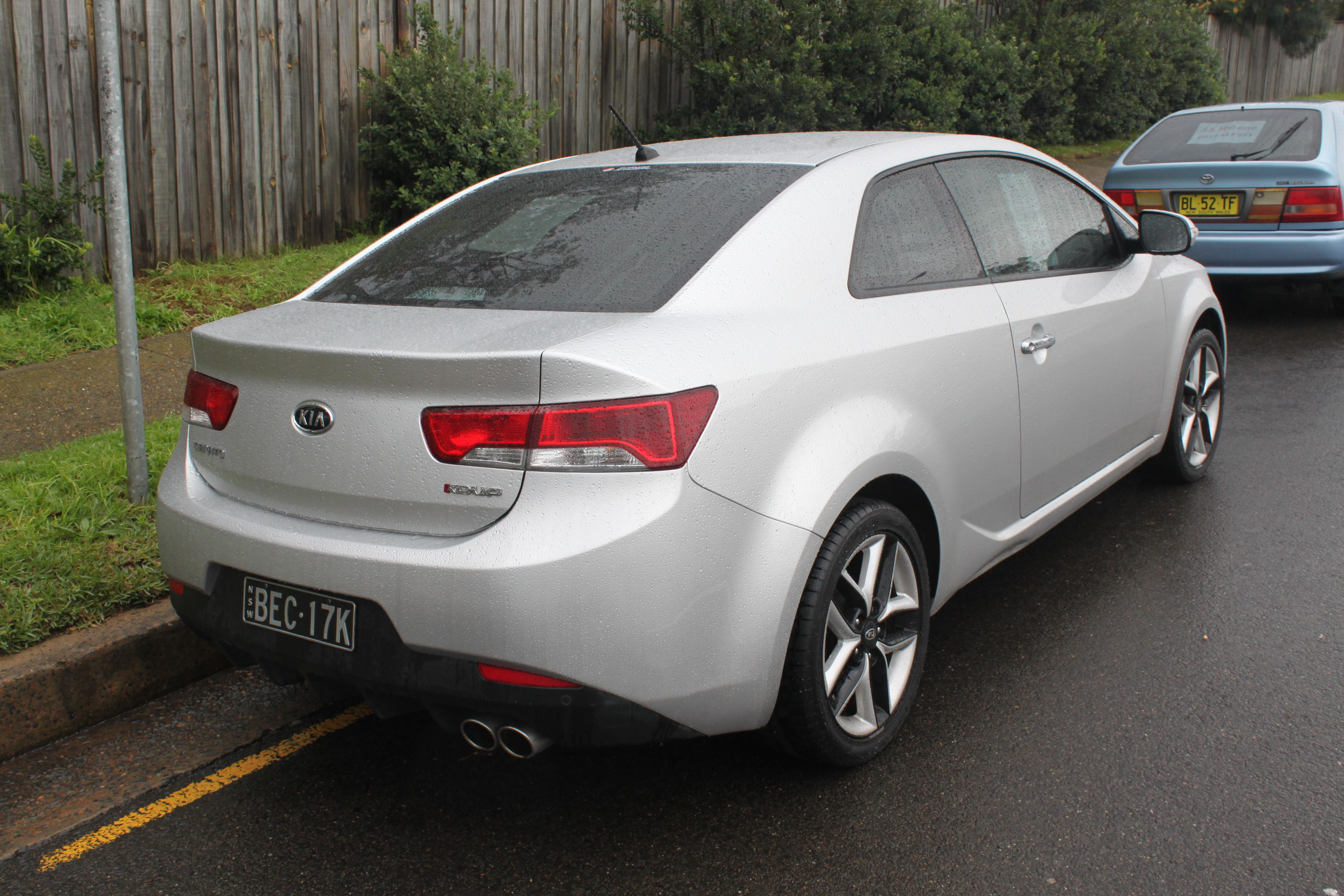
2010 كيا سيراتو كوب (أستراليا)

### سيارة
تم تصميم سيارة Forte سيدان في استوديو التصميم بكاليفورنيا بواسطة توم كيرنز وفريقه. تمت معاينة كمفهوم "Kia Koup"، وتم تصميمه أيضًا في استوديو التصميم بكاليفورنيا. تم طرح النموذج الأول للبيع في 22 أغسطس 2008. تم الكشف عن طراز الولايات المتحدة في معرض شيكاغو للسيارات لعام 2009. 

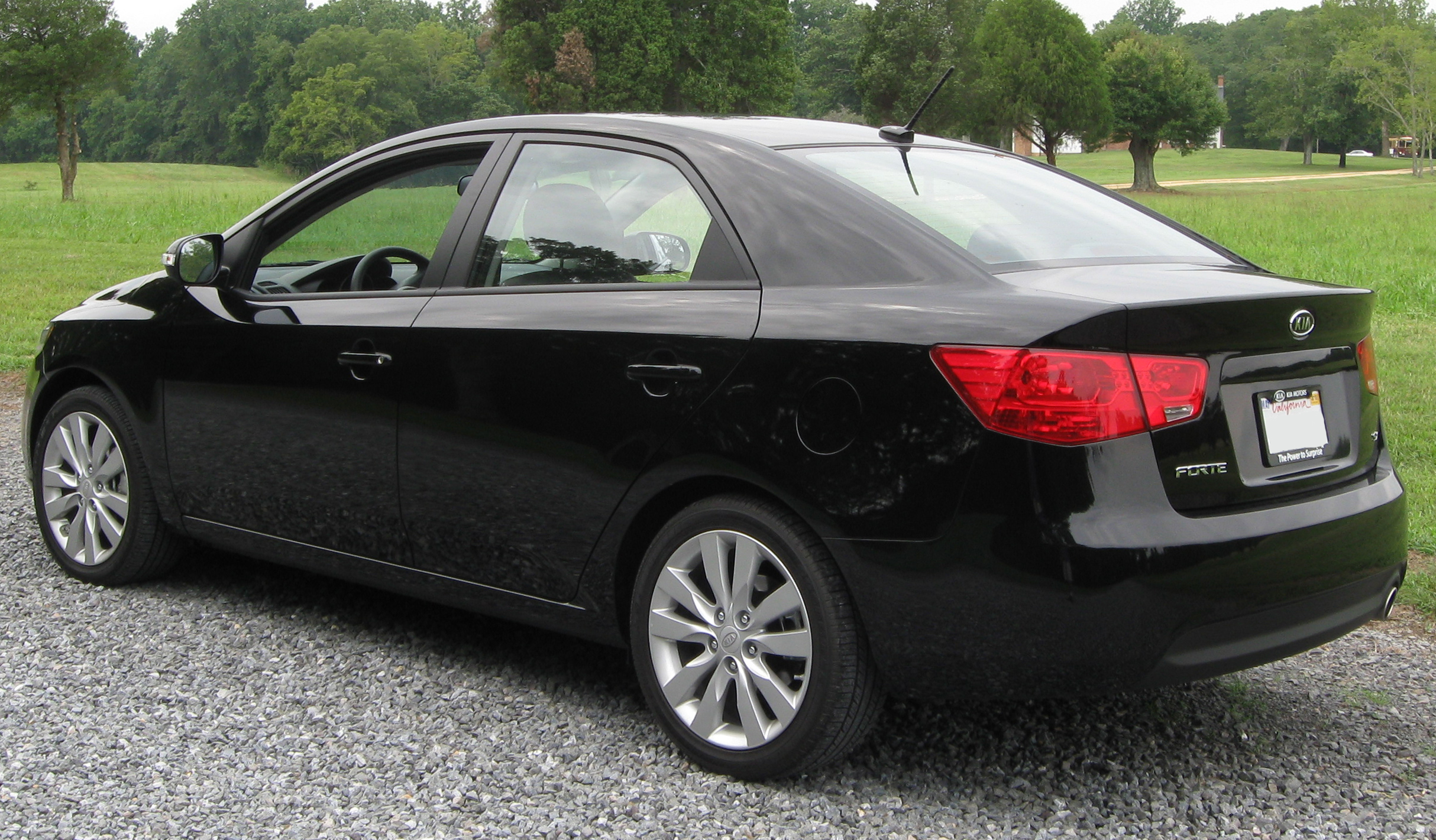
2010 كيا فورتي SX سيدان (الولايات المتحدة)

### هاتشباك
ظهرت لأول مرة سيارة سيراتو هاتشباك ذات الخمسة أبواب في معرض نيويورك الدولي للسيارات 2010. 

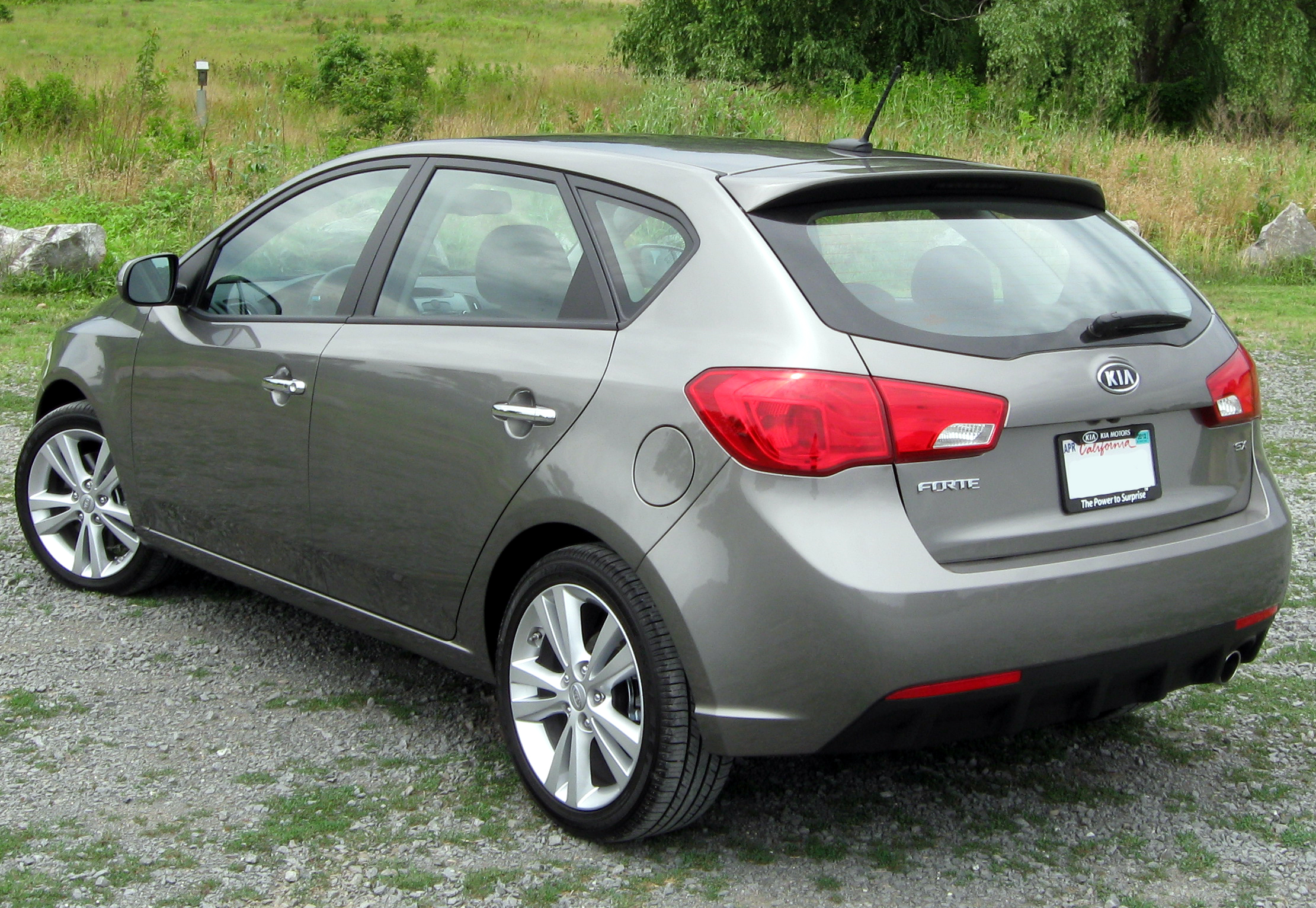
2011 كيا فورتي SX هاتشباك (الولايات المتحدة)

### LPI الهجين
في عام 2009، كشفت كيا النقاب عن سيارة «فورتي» الهجينة الخفيفة في معرض سيول للسيارات لسوق كوريا الجنوبية. تأخذ السيارة أساسها من Hyundai Elantra LPI Hybrid ، السيارة مدعومة من غاز البترول المسال (LPG) إنه مزود بقدرة 85 كيلوواط (114 حصان) محرك غاز البترول المسال سعة 1.6 لتر إلى جانب 15 كيلوواط (20 حصان) محرك كهربائي وحزمة بطارية ليثيوم بوليمر، مما يجعلها أول سيارة إنتاج تستخدم بطاريات ليثيوم بوليمر.

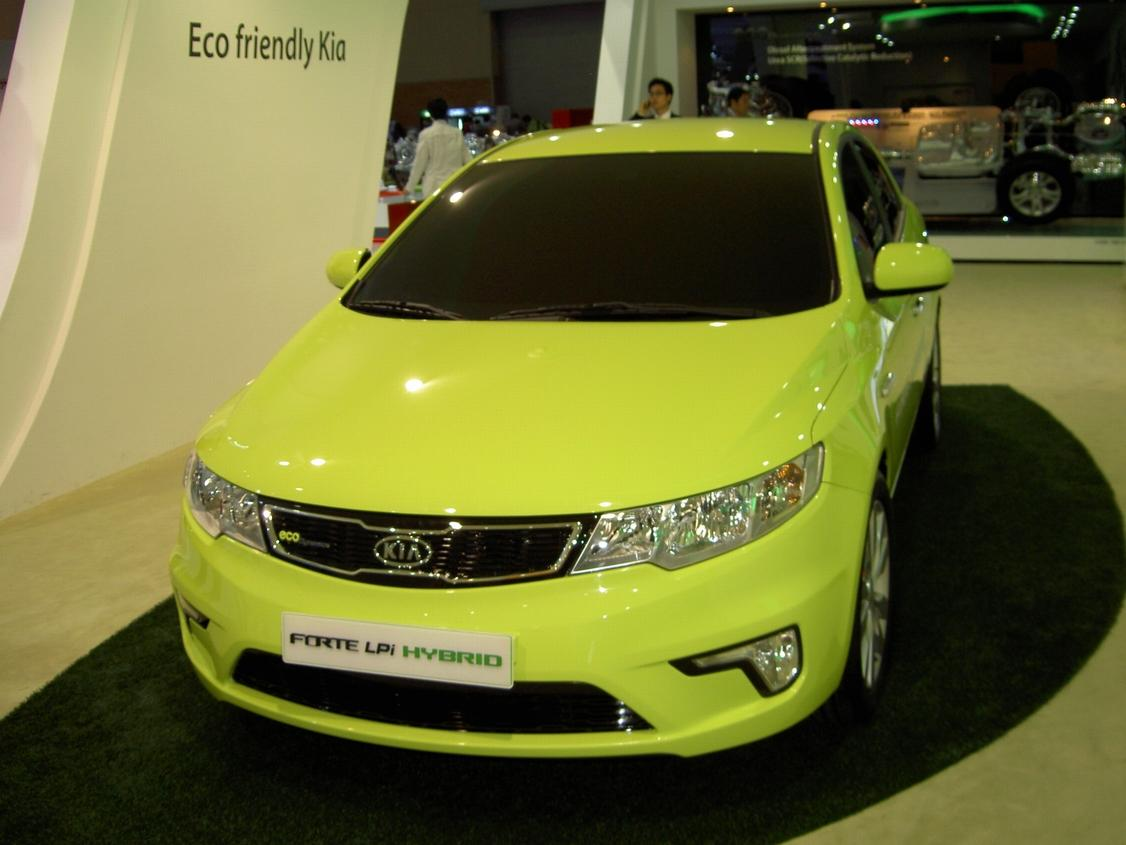
كيا فورتي LPI الهجين (مفهوم)
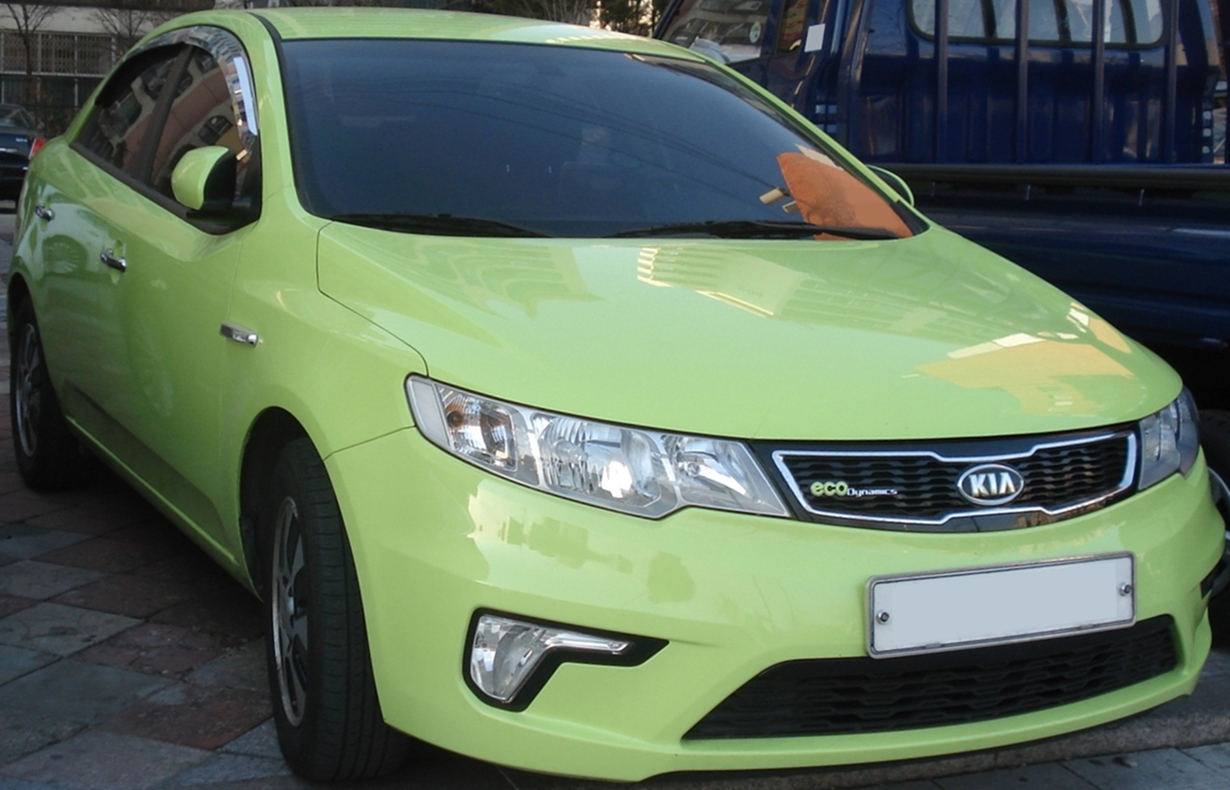
كيا فورتي LPI الهجين
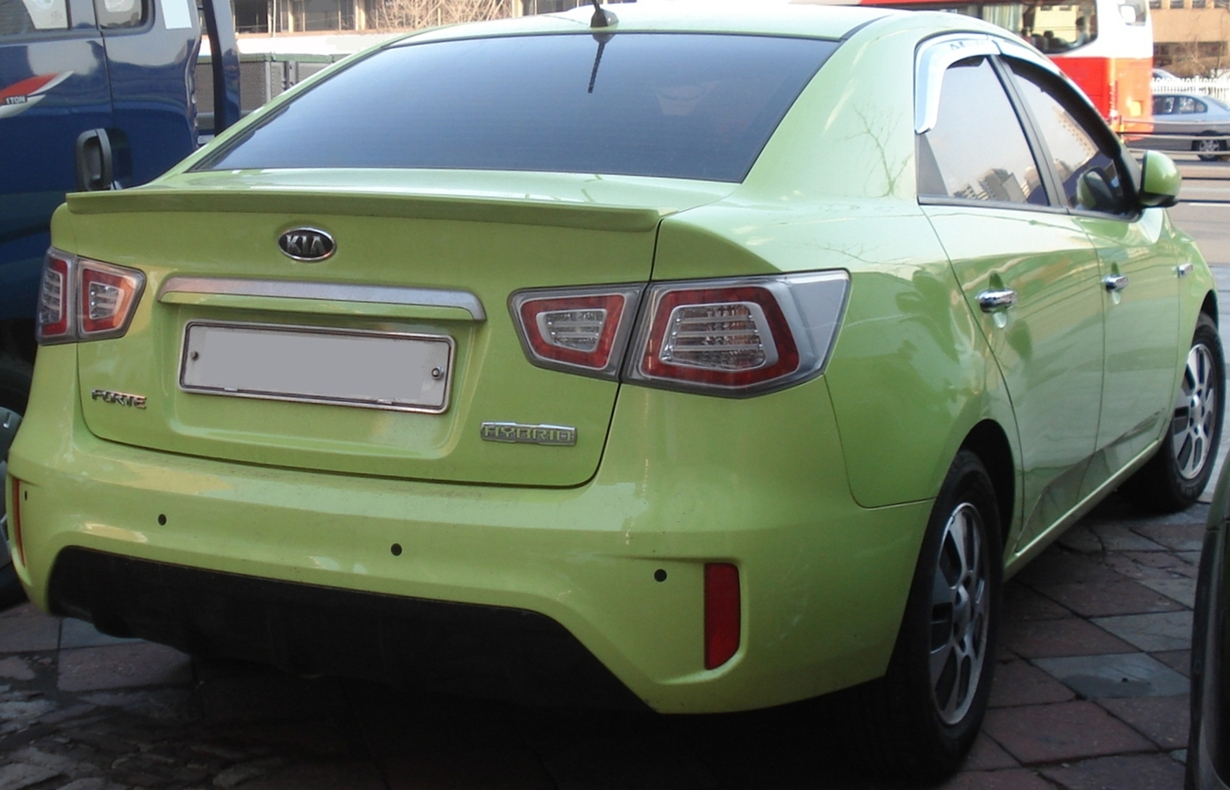
كيا فورتي LPI الهجين

### المحركات
| نوع المحرك                                                                                             | الإزاح        | قوة                                               | عزم الدوران                                          | انتقال |
| --- | ------------- | ------------------------------------------------- | ---------------------------------------------------- | --- |
| 1.6 <span typeof="mw:Entity" id="mwQg">&nbsp;</span> لام <i id="mwQw">جاما</i> I4 (البنزين)            | 1591 سم مكعب  | 126 حصان (94 كـو؛ 128 PS)                         | 15.9 كيلو غرام ثقلي·متر (156 ن·م؛ 115 رطلق·قدم)      | يدوي بـ 5 سرعات، ناقل حركة أوتوماتيكي بـ4 سرعات (ناقل حركة أوتوماتيكي بـ 6 سرعات + مفتاح مجداف بدءًا من طراز 2011) |
| 1.6 L Gamma I4 (LPG hybrid)                                                                            | 1591 سم مكعب  |                                                   |                                                      | متغير باستمرار التلقائي                                                                                           |
| 1.6 <span typeof="mw:Entity" id="mwWQ">&nbsp;</span> L <i id="mwWg">CRDi VGT</i> I4 (الديزل التوربيني) | 1582 سم مكعب  | 128 حصان متري (94 كـو؛ 126 حصان)                  | 26.5 كيلو غرام ثقلي·متر (260 ن·م؛ 192 رطلق·قدم)      | 4 سرعات أوتوماتيكي                                                                                                |
| 2.0 <span typeof="mw:Entity" id="mwZg">&nbsp;</span> L <i id="mwZw">Theta II</i> I4 (البنزين)          | 1998 سم مكعب  | 156 حصان متري (115 كـو؛ 154 حصان)                 | 19.8 كيلو غرام ثقلي·متر (194 ن·م؛ 143 رطلق·قدم)      | يدوي 5 و 6 سرعات، 4، 5، و 6 سرعات أوتوماتيكي                                                                      |
| 2.4 L Theta II I4 (البنزين)                                                                            | 2359 سم مكعب  | 173 حصان متري (127 كـو؛ 171 حصان)                 | 227 نيوتن لكل متر (167 رطلق·قدم)                     | يدوي بـ 6 سرعات، أوتوماتيكي بخمس سرعات، MY 2010/6، تلقائي، MY 2011                                                |
| 1.6 لتر جاما T-GDI (G4FJ) I4 (توربو البنزين)                                                           | 1,591 سم مكعب | 186-204 PS (137–150 كيلوواط. 183-201 حصان) @ 5500 | 27.0 كجم · م (265 ن · م؛ 195 lbf · ft) @ 1,500-4,500 | يدوي بـ 6 سرعات، أوتوماتيكي بـ 6 سرعات، ناقل حركة ثنائي السرعات بـ 6 سرعات.                                       |

### سلامة
حصلت فورتي 2010 على تصنيف «أفضل اختيار للسلامة» من معهد التأمين لسلامة الطرق السريعة (IIHS).
| اختبار                   | تقييم                   |
| بصورة شاملة:             | وصلة=\| 5/5 النجوموصلة= |
| التداخل المعتدل الأمامي: | حسن                     |
| جانب:                    | حسن                     |
| قوة السقف:               | حسن                     |
| مساند الرأس والمقاعد:    |                         |

### تغيرات السوق

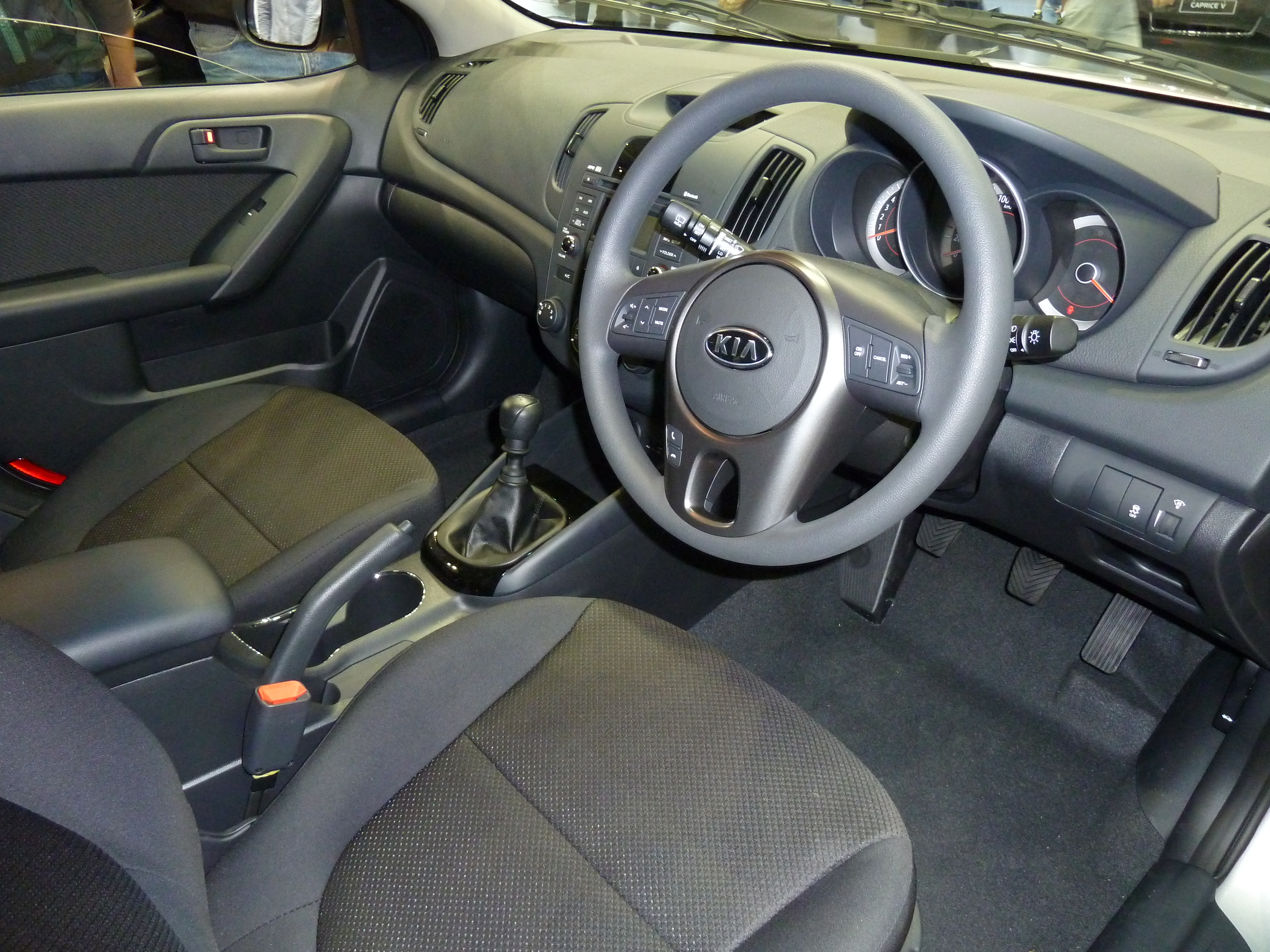
كيا سيراتو الداخلية

#### شمال أمريكا
في الولايات المتحدة، تضمنت سيارة LX و EX 2010 محركا CVVT سعة 2.0 لتر وناقل حركة يدوي قياسي بخمس سرعات، مع ناقل حركة أوتوماتيكي رباعي السرعات أو أوتوماتيكي بخمس سرعات مع حزمة توفير الوقود . بالنسبة إلى طراز العام 2011، يعتبر Forte قياسيًا بدليل من ست سرعات (يحل محل وحدة 5 سرعات) ومتوفر تلقائيًا بست سرعات فقط، مع إيقاف التشغيل الآلي لأربع سرعات وخمس سرعات.

## الجيل الثاني (2014-2018)
أصدرت كيا صورًا للجيل الثاني من طراز فورتي لعام 2014 في أواخر يوليو 2012، عندما كشفت الشركة عن نظيرتها في السوق الكورية، كيا K3 . تم إعادة تصميم السيارة بالكامل وأوسع من السابق وأطول قليلا
تشمل كيا فورتي 2014 الصمام المصابيح الأمامية والمصابيح الخلفية كميزة قياسية، وستعزز تصميم قمرة القيادة سائق المنحى كيا في الداخل. لجعلها أكثر كفاءة في استهلاك الوقود، يتم تقديم فورتي مع محرك <i id="mw5A">نو</i> الجديد، في 1.8 لتر DOHC MPi 4 أسطوانات إنتاج 148 حصان (110 كـو) مع 131 رطل قدم (178 ن·م) من عزم الدوران، و 2.0 ليتر DOHC GDI 4 أسطوانات في تصنيف 173 حصان (129 كـو) مع 154 رطل قدم (209 ن·م) من عزم الدوران.

### 2017 نموذج تحديث العام
لعام 2017، تلقت Kia Forte عملية تجميل جديدة مع المصابيح الأمامية المعاد تصفيفها والمصابيح الخلفية. 

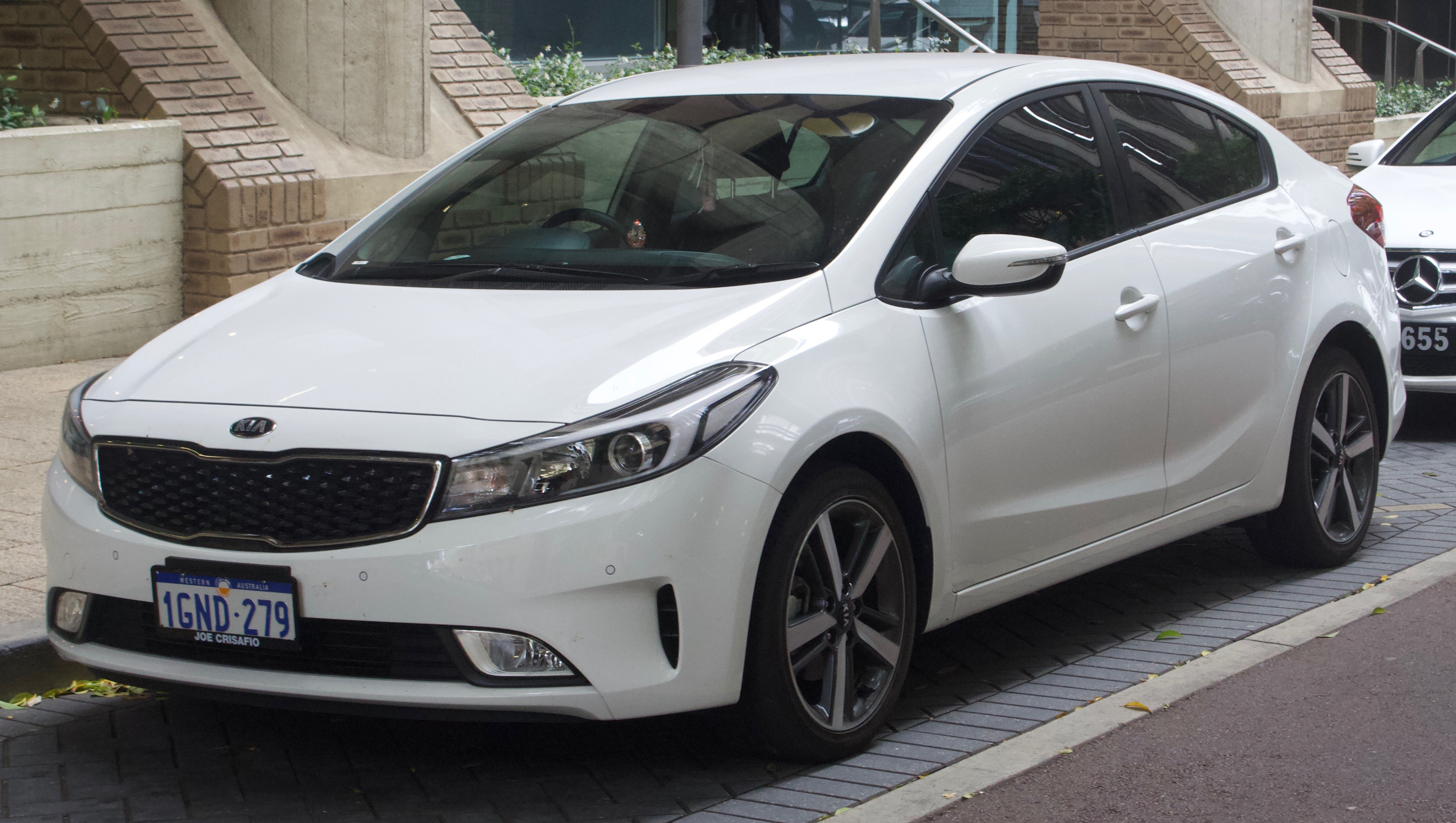
MY17 تجميل
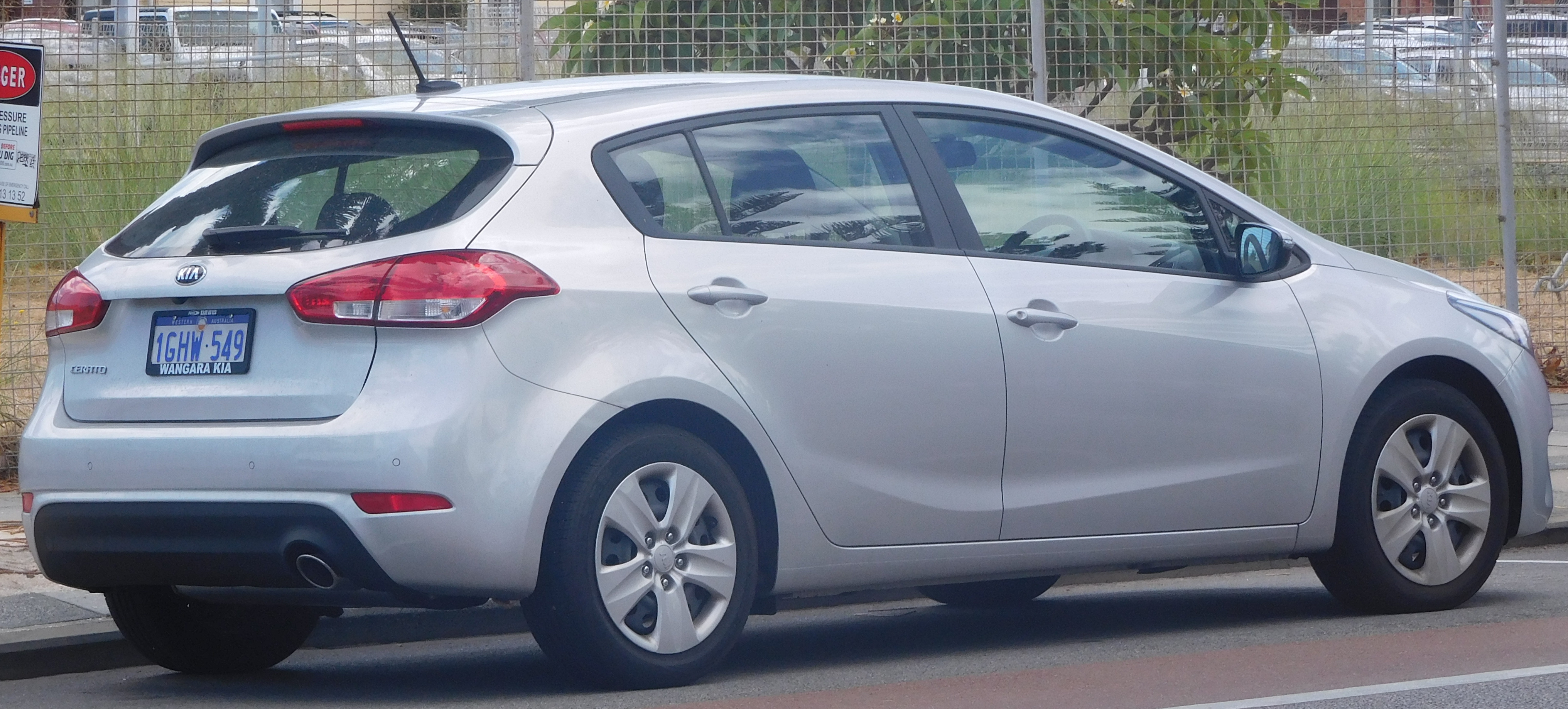
MY17 تجميل
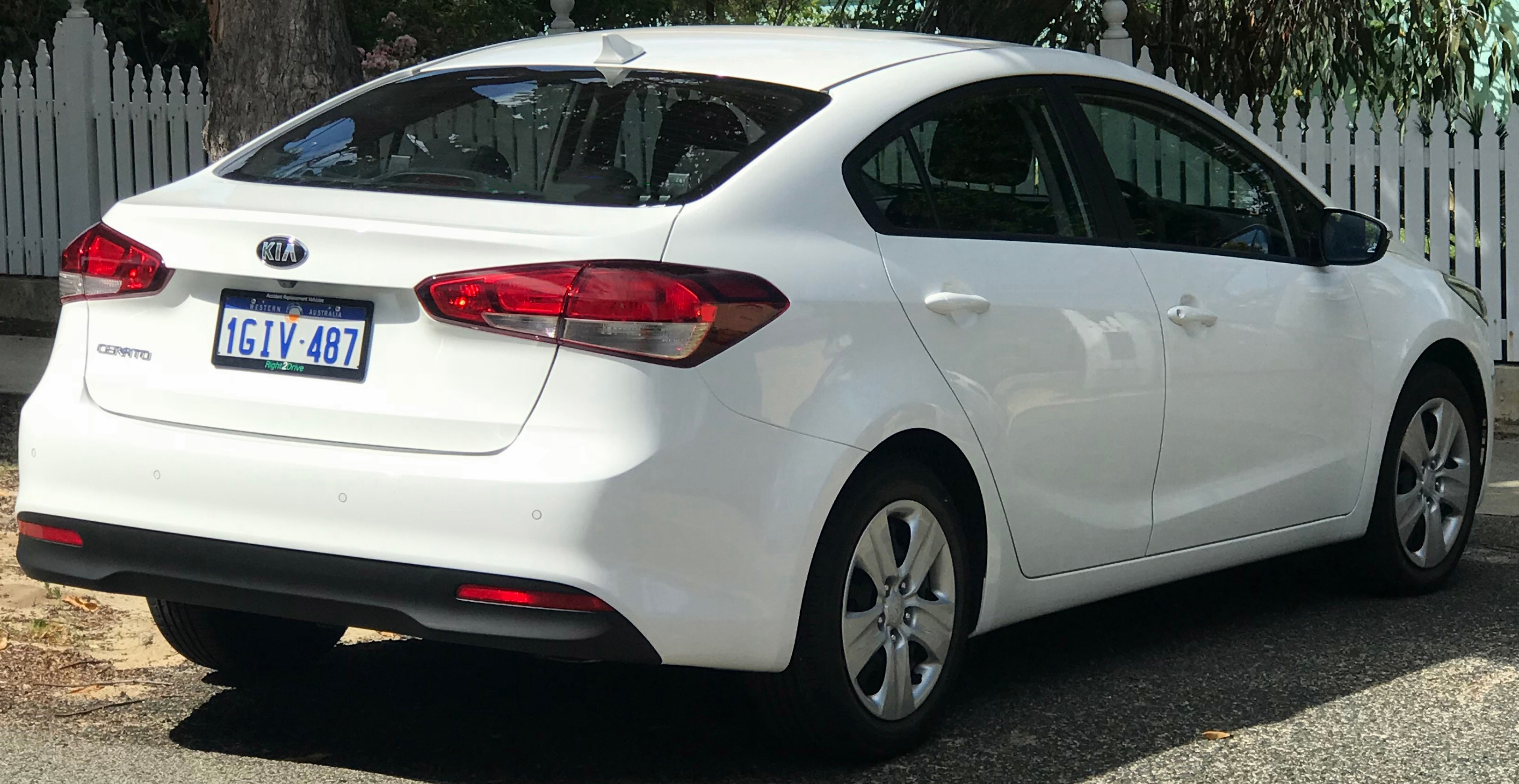
MY17 تجميل

### فورتي كوبيه (كوب)
يأتي EX قاعدة القياسية مع 2.0 لتر GDI أربع أسطوانات I4 محرك، وSX يأتي مع أقوى 1.6 لتر توربو أربع أسطوانات ينتج 201   حصان و 195   رطل قدم من عزم الدوران لسيارة مدمجة.
تأتي قاعدة Forte Koup EX الأساسية مع قائمة رائعة من الميزات القياسية بما في ذلك عجلات ألمنيوم مقاس 16 بوصة، و Bluetooth® ، و SiriusXM ™ Satellite Radio ، وعجلة قيادة مغلفة بالجلد مع أزرار للتحكم في الصوت والسرعة، وعمود مقود قابل للإمالة والتلسكوب، FlexSteer® ، نوافذ كهربائية ومصابيح LED لتحديد المواقع مع مصابيح الضباب.
يأتي Koup SX قياسيًا مع عجلات من سبائك معدنية مقاس 18 بوصة، وخدمات UVO الإلكترونية مع شاشة الكاميرا الخلفية، ونصائح العادم المزدوجة من الكروم، ومصابيح LED الخلفية. تتميز SX أيضًا بتحسينات كثير في الأداء بما في ذلك فتحات أكبر للمصد والشبكات، وفرامل أمامية أكبر، ودواسات رياضية من السبائك، وإدراج مصبغة مصقولة سوداء اللمعان، كما تشتمل الواجهة الأمامية والستارة الخلفية على مظهر من ألياف الكربون.
يأتي كلا الديكورين بمصابيح أمامية HID اختيارية ونظام ملاحة مع راديو HD ™ وعجلة قيادة مدفّأة وأسفل الظهر وفتحة السقف ومقاعد أمامية مدفّأة ومقعد سائق مهواة ومقاعد مزينة بالجلد الفخم و SmartKey مع زر تشغيل مضغوط ومناطق تلقائية ثنائية مراقبة.

تم إيقاف Forte Koup بعد MY2016 بسبب بطء المبيعات مع Hyundai Genesis Coupe . 

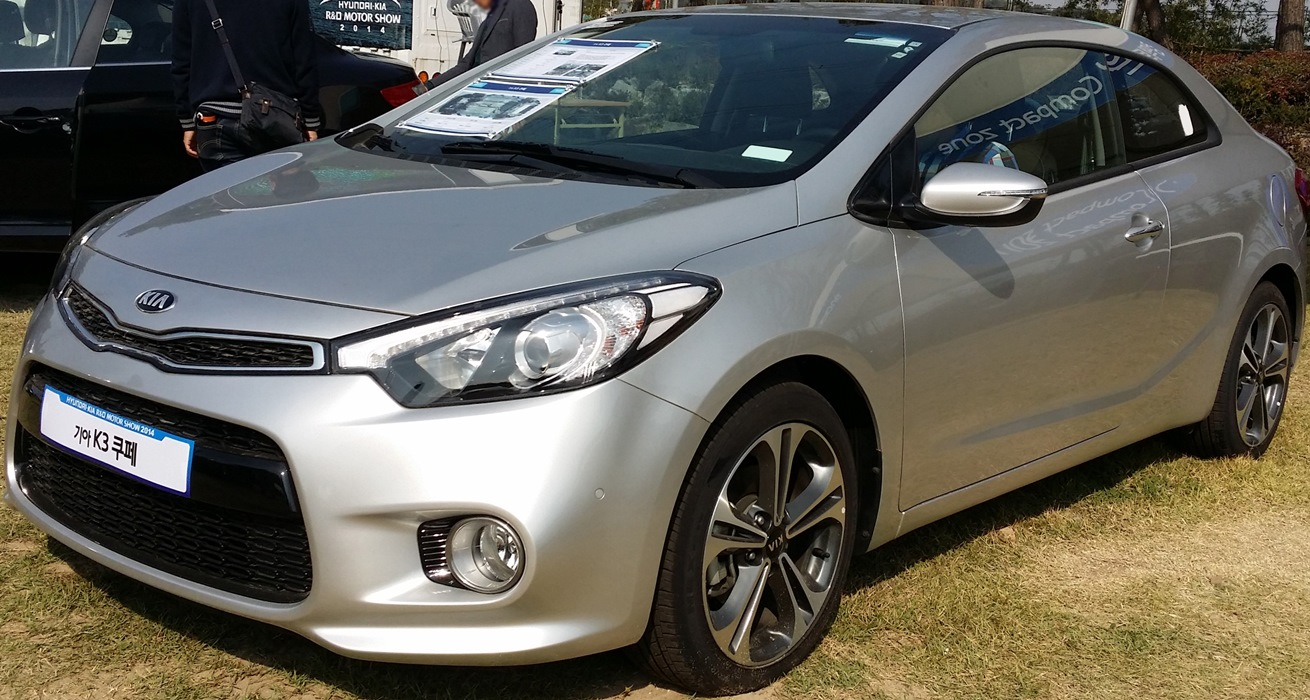
كيا فورتي كوب
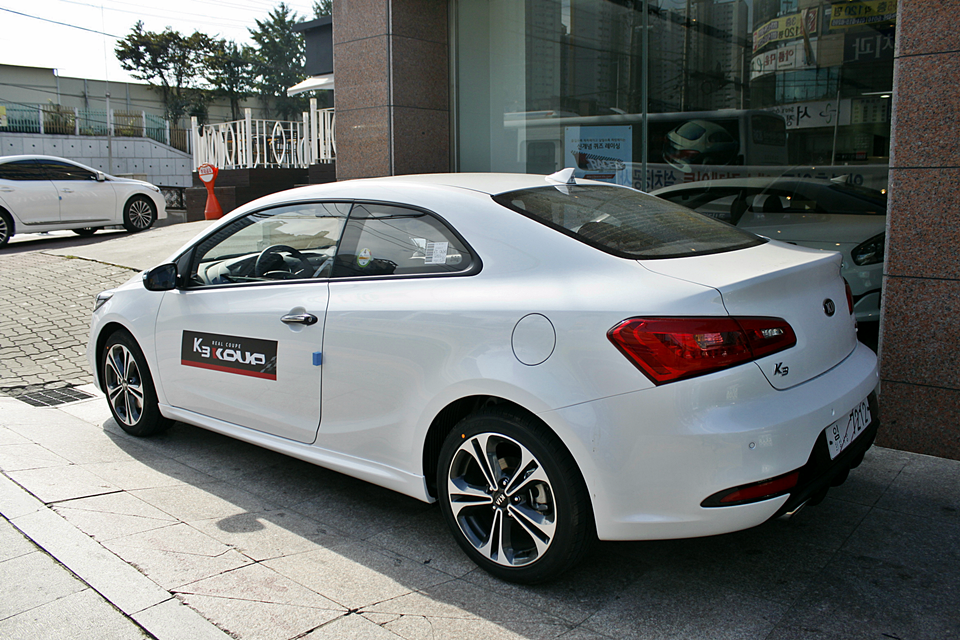
كيا فورتي كوب

### الموديلات (الولايات المتحدة)
في الولايات المتحدة، كان الجيل الثاني من كيا فورتي متاحًا في أربعة مستويات أساسية: LX و S و EX و SX (لاحقًا SX Turbo):
كان LX هو النموذج الأساسي لـ Forte ، وقدّم عددًا كبيرًا من المعدات القياسية: ستيريو AM / FM مع مشغل CD / MP3 أحادي القرص، Bluetooth ، و Sirius XM Satellite Radio ، وUSB وإدخال صوتي إضافي مع أربعة مكبرات صوت نظام صوتي، نوافذ كهربائية وأقفال للأبواب، دخول بدون مفتاح مع مقابض الأبواب الخارجية ذات المفاتيح الملونة والمرايا الجانبية، وعجلات فولاذية بحجم 15 انش مع أغطية عجلات كاملة، وعجلة توجيه متعددة الوظائف، وإغلاق غطاء صندوق خلفي كهربائي، وقسم منفصل مقعد خلفي قابل للطي، وأسطح جلوس من القماش، ومقاعد دلو أمامية قابلة للضبط يدويًا، ومحرك بنزين 2.0 لتر مزود بأربع أسطوانات (I4)، وناقل حركة يدوي بست سرعات، وتكييف هواء. تشمل الخيارات الإضافية عجلات من سبائك الألمنيوم مقاس 16 بوصة، ونظام صوت بشاشة تعمل باللمس 4.3 بوصة مع Kia UVO ، وأسطح جلوس من القماش المتميزة، ونظام صوتي بست سماعات، وناقل حركة أوتوماتيكي بست سرعات.
أصبحت S متوفرة في عام 2017، كما أضافت ميزات راحة إلى مستوى القاعدة LX الأساسي، مثل: عجلات من سبائك الألمنيوم مقاس 16 بوصة، ناقل حركة أوتوماتيكي بست سرعات، نظام معلومات ترفيهي بشاشة تعمل باللمس قياس 7 بوصات يضم Apple CarPlay و Android تلقائي، نظام صوتي بست سماعات، فتحة سقف أحادية الطاقة، وعجلة قيادة متعددة الوظائف ملفوفة بالجلد. كان نظام الملاحة GPS أحد الخيارات المتاحة.
كان الطراز EX هو أعلى مستوى من طراز Forte من القطع، حيث أضاف ميزات إلى القاعدة LX ، مثل: عجلات من سبائك الألمنيوم مقاس 16 بوصة (سبعة عشر بوصة في طراز 2016+)، ومصابيح الضباب الأمامية، والجانب القابل للطي المرايا مع إشارات الانعطاف المدمجة، نظام معلومات ترفيهي بشاشة تعمل باللمس بقياس 7 بوصات يضم Apple CarPlay و Android Auto (طرازات 2016+ فقط)، ونظام صوتي بستة مكبرات صوت، وعجلة قيادة متعددة الوظائف مغلفة بالجلد، ومقعد مثقبة فاخرة مزينة بالجلد سطوح بمقاعد دلو أمامية ثنائية التسخين (طرازات 2016+ فقط). تشمل الخيارات الإضافية حزمة مساعدة السائق، نظام تحديد المواقع العالمي (GPS)، نظام صوت بشاشة لمس 4.3 بوصة مع Kia UVO (طرازات 2014-2015 فقط)، ومقاعد مثقبة فاخرة مزينة بالجلد (قياسية في طرازات 2016+)، ومقاعد مزدوجة أمامية مدفّأة (قياسي في طرازات 2016+)، إمكانية الوصول بدون مفتاح مع زر التشغيل، عجلات من سبائك الألومنيوم مقاس 17 بوصة (قياسية في طرازات 2016+)، مقعد دلو للسائق الأمامي مع التهوية، فتحة سقف أحادية القوة، أوتوماتيكي بست سرعات انتقال، ودفيوزر خلفي .

### سلامة
في اختبار التداخل الأمامي الصغير الذي أجراه معهد التأمين للسلامة على الطرق السريعة (IIHS)، أحرزت كيا فورتي أقل نسبة في المجموعة. يحاكي الاختبار الركن الأمامي للسيارة الذي يصطدم بشجرة أو قطب منفرد أو حتى مركبة أخرى بسرعة 40 ميلاً في الساعة. وفقًا لـ IIHS ، يمثل هذا الوضع حوالي ربع الإصابات الخطيرة التي لحقت به في حوادث التصادم الأمامية.
| اختبار                                      | تقييم                   |
| بصورة شاملة:                                | وصلة=\| 5/5 النجوموصلة= |
| تداخل صغير الجبهة:                          | حسن                     |
| التداخل المعتدل الأمامي:                    | حسن                     |
| جانب:                                       | حسن                     |
| قوة السقف:                                  | حسن                     |
| مساند الرأس والمقاعد:                       | حسن                     |
| منع الاصطدام الأمامي:                       | متفوق                   |
| المصابيح الأمامية:                          | حسن                     |
| المراسي مقعد الطفل (مزلاج) سهولة الاستخدام: | مقبول                   |

## الجيل الثالث (2019 حتى الآن)

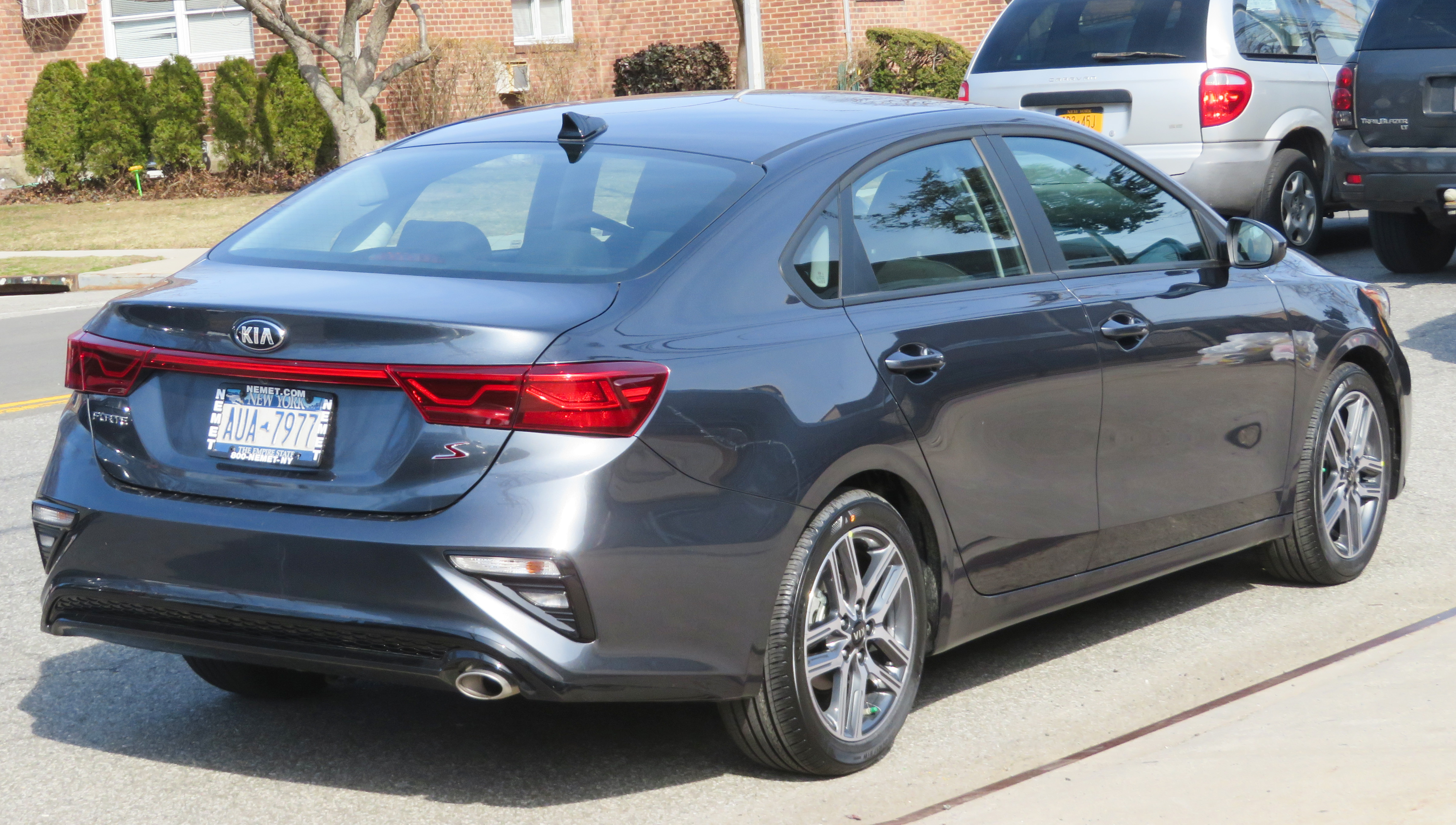
رؤية خلفية

في 15 يناير 2018 في معرض أمريكا الشمالية الدولي للسيارات 2018 في ديترويت، ميشيغان، كشفت كيا النقاب عن الجيل الثالث من سيارات سيراتو سيدان. بأخذ إشارات من Kia Stinger ، تم تصنيع السيارة من الصلب المتطور عالي القوة بنسبة 54٪ والذي يعد أقوى من الطراز السابق. سيتم تزويد سيارة Forte بمحرك 2.0L I4 يتم نقله من طراز الجيل الثاني المتزاوج إما إلى ناقل حركة يدوي بست سرعات، أو أوتوماتيكي بست سرعات، أو DCT بسبع سرعات، أو أول CVT من كيا.
ستتوفر سيارة كيا فورتي بأربعة مستويات: القاعدة FE و LX و S من المستوى المتوسط و EX من المستوى الأعلى، وسيتم عرضها للبيع في خريف عام 2018 كسيارة طراز 2019 عام .
تم تصميم سيارة Forte الجديدة كلياً من قبل المصمم الرائد في كيا بيتر شراير، الذي صمم سيارة كيا ستينجر . يشبه المظهر الخارجي لـ 2019 Forte المظهر الخارجي لـ Stinger ، كما أن بعض إشارات التصميم الداخلية، مثل شاشة اللمس العائمة «المركزية» لنظام المعلومات والترفيه، وفتحات التدفئة والتهوية وتكييف الهواء المستديرة، تم أخذها مباشرةً من Stinger.
ستتضمن كافة مستويات القطع في Forte الجديدة العديد من ميزات «القيمة المضافة» والتي تكون اختيارية على منافسيها، بما في ذلك المصابيح الأمامية الأمامية التلقائية، عمود توجيه قابل للإمالة والتلسكوبية، مصباح خلفي للصندوق الخلفي، تحكم أوتوماتيكي مزدوج في درجة الحرارة، مقعد خلفي مجاري حرارة، نظام معلومات ترفيهي بشاشة تعمل باللمس يبلغ قطره 8 بوصات يضم Apple CarPlay و Android Auto ، أدوات تحكم في نظام الصوت على عجلة القيادة، تحكم في التطواف، Forward Collision Avoidance (FCA)، تحذير من مغادرة المسار (LDW)، و Lane Keeping Assist (LKA)).
بالإضافة إلى المعدات القياسية، تشمل الميزات الأخرى البارزة المتوفرة في فورتي الجديدة كلياً الإضاءة الداخلية LED ، ومقعد السائق الأمامي القابل للتعديل كهربائياً في 10 اتجاهات مع دعم أسفل الظهر، والمقاعد الأمامية المزدوجة المدفّأة والتهوية، والأسطح الداخلية الناعمة الملمس ونظام صوت مضخم بقدرة 320 واط وثماني مكبرات صوت من هارمان كاردون، وشحن الأجهزة اللاسلكية، واختيار وضع القيادة، والتحكم الذكي في التطواف (SCC).

## رياضة السيارات
دخلت Kia Racing ، فريق ترعاه المصانع في تحدي سيارة كونتيننتال للإطارات الرياضية، لقد أثبتت كيا أنها تتمتع بقدرة تنافسية عالية في هذه السلسلة وكذلك فئة السيارات السياحية SCCA World Challenge إلى جانب سيارة كيا ريو التي ترعاها المصانع في فئة Touring Car B-Spec.

## مبيعات
| تقويم سنوي | الولايات المتحدة | كندا   | عالمي  |
| ---------- | ---------------- | ------ | ------ |
| 2009       | 26327            |        |        |
| 2010       | 68500            |        |        |
| 2011       | 76294            |        |        |
| 2012       | 75681            |        | 352226 |
| 2013       | 66146            |        |        |
| 2014       | 69336            | 11,867 |        |
| 2015       | 78919            |        | 357796 |
| 2016       | 103292           |        | 400010 |
| 2017       | 117596           |        |        |
| 2018       | 101890           |        |        |

## روابط خارجية
- المواقع الرسمية:

- سيارة
- KOUP
- 5-باب